# ألكسندر بانتوجا
ألكسندر بانتوجا باسيدومو (بالبرتغالية: Alexandre Pantoja Passidomo؛ مواليد 16 أبريل 1990) هو مقاتل فنون القتال المختلطة برازيلي. يُنافس في وزن الذبابة في يو إف سي، وهو بطل وزن الذبابة في يو إف سي. اعتبارًا من 1 يوليو 2025، هو رقم 5 في تصنيفات يو إف سي لأفضل المقاتلين في جميع الأوزان.

## مسيرته في فنون القتال المختلطة

### يو إف سي

#### بطل يو إف سي لوزن الذبابة
واجه بانتوجا براندون مورينو في 8 يوليو 2023 في يو إف سي 290 على لقب بطولة يو إف سي لوزن الذبابة. خرج بانتوجا منتصرا بقرار القضاة المنقسم وفاز بالنزال واللقب. أكسبه هذا النزال جائزة قتال الليلة.

## حياته الشخصية
بانتوجا متزوج وله ولدان. بعد فوزه ببطولة يو إف سي لوزن الذبابة في يو إف سي 290، كشف بانتوجا في مقابلة ما بعد القتال أن والده قد تخلى عن عائلته، وترك والدته لتربيته وشقيقيه وحدهما، وسأل (أمام الكاميرا) والده إذا كان فخوراً به الآن.

## البطولات والإنجازات
- يو إف سي
  - بطولة يو إف سي لوزن الذبابة (مرة واحدة، الحالي)
    - أربع دفاعات ناجحة عن اللقب
    - بالشراكة مع (ديفسون فيغيريدو وبراندون مورينو) لثاني أكبر عدد من الانتصارات على اللقب في تاريخ فئة وزن الذبابة في يو إف سي (3)[9]

  - قتال الليلة (مرتين) ضد ديفسون فيغيريدو وبراندون مورينو[7][10]
  - أداء الليلة (خمس مرات) ضد مات شنيل، براندون رويفال، وأليكس بيريز، وكاي ساكورا[11][12][13]
  - بالشراكة مع (جوزيف بينافيدز & براندون مورينو) ثالث أكبر عدد من الإنهاءات في تاريخ فئة وزن الذبابة في يو إف سي (6)[14]
- إم إم إيه جونكي
  - أفضل نزال في شهر يوليو 2019 ضد ديفسون فيغيريدو[15]

## سجل فنون القتال المختلطة
| السجل المهني |        |         |
| 35 نزال      | 30 فوز | 5 خسارة |
| ضربة قاضية   | 8      | 0       |
| إخضاع        | 12     | 0       |
| قرار القضاة  | 10     | 5       |

| النتيجة | السجل | الخصم                      | الطريقة                              | الحدث                                                | التاريخ        | الجولة | الوقت | المكان                                | الملاحظات                                                      |
| ------- | ----- | -------------------------- | ------------------------------------ | ---------------------------------------------------- | -------------- | ------ | ----- | ------------------------------------- | -------------------------------------------------------------- |
| فاز     | 30–5  | كيا كارا فرانس             | إخضاع (خنق خلفي عاري)                | يو إف سي 317                                         | 28 يونيو 2025  | 3      | 1:54  | لاس فيغاس، نيفادا، الولايات المتحدة   | دافع عن لقب بطولة يو إف سي لوزن الذبابة.                       |
| فاز     | 29–5  | كاي ساكورا                 | إخضاع فني (خنق خلفي عاري)            | يو إف سي 310                                         | 7 ديسمبر 2024  | 2      | 2:05  | لاس فيغاس، نيفادا، الولايات المتحدة   | دافع عن لقب بطولة يو إف سي لوزن الذبابة. أداء الليلة.          |
| فاز     | 28–5  | ستيف إرسيغ                 | قرار القضاة (بالإجماع)               | يو إف سي 301                                         | 4 مايو 2024    | 5      | 5:00  | ريو دي جانيرو، البرازيل               | دافع عن لقب بطولة يو إف سي لوزن الذبابة.                       |
| فاز     | 27–5  | براندون رويفال             | قرار القضاة (بالإجماع)               | يو إف سي 296                                         | 16 ديسمبر 2023 | 5      | 5:00  | لاس فيغاس، نيفادا، الولايات المتحدة   | دافع عن لقب بطولة يو إف سي لوزن الذبابة.                       |
| فاز     | 26–5  | براندون مورينو             | قرار القضاة (بالانقسام)              | يو إف سي 290                                         | 8 يوليو 2023   | 5      | 5:00  | لاس فيغاس، نيفادا، الولايات المتحدة   | فاز بلقب بطولة يو إف سي لوزن الذبابة. قتال الليلة.             |
| فاز     | 25–5  | أليكس بيريز                | إخضاع (كرنك العنق)                   | يو إف سي 277                                         | 30 يوليو 2022  | 1      | 1:31  | دالاس، تكساس، الولايات المتحدة        | أداء الليلة.                                                   |
| فاز     | 24–5  | براندون رويفال             | إخضاع (خنق خلفي عاري)                | يو إف سي 250                                         | 21 أغسطس 2021  | 2      | 1:46  | لاس فيغاس، نيفادا، الولايات المتحدة   | أداء الليلة.                                                   |
| فاز     | 23–5  | مانيل كابي                 | قرار القضاة (بالإجماع)               | يو إف سي على إي إس بي إن: كانونير ضد جاستيلوم        | 6 فبراير 2021  | 3      | 5:00  | لاس فيغاس، نيفادا، الولايات المتحدة   |                                                                |
| خسر     | 22–5  | عسكر عسكروف                | قرار القضاة (بالإجماع)               | يو إف سي ليلة القتال: فيغيريدو ضد بينافيدز 2         | 19 يوليو 2020  | 3      | 5:00  | أبو ظبي، الإمارات العربية المتحدة     |                                                                |
| فاز     | 22–4  | مات شنيل                   | ضربة قاضية (باللكمات)                | يو إف سي ليلة القتال: إدغار ضد الزومبي الكوري        | 21 ديسمبر 2019 | 1      | 4:17  | بوسان، كوريا الجنوبية                 | أداء الليلة.                                                   |
| خسر     | 21–4  | ديفسون فيغيريدو            | قرار القضاة (بالإجماع)               | يو إف سي 240                                         | 27 يوليو 2019  | 3      | 5:00  | إدمونتون، ألبرتا، كندا                | قتال الليلة.                                                   |
| فاز     | 21–3  | ويلسون ريس                 | ضربة فنية قاضية (باللكمات)           | يو إف سي 236                                         | 13 أبريل 2019  | 1      | 2:58  | أتلانتا، جورجيا، الولايات المتحدة     |                                                                |
| فاز     | 20–3  | أولكا ساساكي               | إخضاع (خنق خلفي عاري)                | يو إف سي ليلة القتال: ماغني ضد بونزينيبيو            | 17 نوفمبر 2018 | 1      | 2:18  | بوينس آيرس، الأرجنتين                 |                                                                |
| فاز     | 19–3  | براندون مورينو             | قرار القضاة (بالإجماع)               | يو إف سي ليلة القتال: مايا ضد عثمان                  | 19 مايو 2018   | 3      | 5:00  | سانتياغو، تشيلي                       |                                                                |
| خسر     | 18–3  | داستين أورتيز              | قرار القضاة (بالإجماع)               | يو إف سي 220                                         | 20 يناير 2018  | 3      | 5:00  | بوسطن، ماساتشوستس، الولايات المتحدة   |                                                                |
| فاز     | 18–2  | نيل سيري                   | إخضاع (خنق خلفي عاري)                | يو إف سي ليلة القتال: نيلسون ضد بونزينيبيو           | 16 يوليو 2017  | 3      | 2:31  | غلاسكو، إسكتلندا                      |                                                                |
| فاز     | 17–2  | إريك شيلتون                | قرار القضاة (بالانقسام)              | يو إف سي على فوكس: شيفتشينكو ضد بينا                 | 28 يناير 2017  | 3      | 5:00  | دنفر، كولورادو، الولايات المتحدة      |                                                                |
| فاز     | 16–2  | داماسيو بايج               | إخضاع فني (خنق المثلث)               | قتالات إيه إكس إس تي في: آر إف إيه ضد ليجاسي إف سي 1 | 5 أغسطس 2015   | 2      | 5:00  | روبرسونفيل، مسيسيبي، الولايات المتحدة | فاز ببطولة إيه إكس إس تي في لوزن الذبابة الافتتاحي الافتتاحية. |
| فاز     | 15–2  | مات مانزاناريس             | إخضاع (خنق خلفي عاري)                | آر إف إيه 18: مانزاناريس ضد بانتوجا                  | 9 ديسمبر 2014  | 2      | 2:38  | ألباكركي، نيومكسيكو، الولايات المتحدة | فاز ببطولة آر إف إيه لوزن الذبابة.                             |
| فاز     | 14–2  | لينكولن دي سا أوليفيرا     | قرار القضاة (بالإجماع)               | شوتو البرازيل 45                                     | 20 ديسمبر 2013 | 3      | 5:00  | ريو دي جانيرو، البرازيل               |                                                                |
| فاز     | 13–2  | دانيال أروجو               | إخضاع (خنق خلفي عاري)                | احترس من عرض القتال 31                               | 1 نوفمبر 2013  | 1      | 2:13  | ريو دي جانيرو، البرازيل               | نصف النهائي بطولة دبليو أو سي إس لوزن الذبابة.                 |
| فاز     | 12–2  | رودريجو فافاتشو دوس سانتوس | إخضاع (خنق خلفي عاري)                | إم إم إيه فايت شو - نسخة الصيف                       | 16 مارس 2013   | 1      | 4:29  | أرايال دو كابو، البرازيل              |                                                                |
| فاز     | 11–2  | لينكولن دي سا أوليفيرا     | قرار القضاة (بالإجماع)               | شوتو البرازيل 32                                     | 14 يوليو 2012  | 3      | 5:00  | ريو دي جانيرو، البرازيل               |                                                                |
| فاز     | 10–2  | ساندرو جيماك دي سوزا       | ضربة قاضية (باللكمات)                | ساحة القتال ليلة القتال 1                            | 9 ديسمبر 2011  | 3      | 3:58  | نيتيروي، البرازيل                     |                                                                |
| فاز     | 9–2   | صامويل دي سوزا             | ضربة فنية قاضية (بالمرفقين واللكمات) | دبليو إف سي 4 - البريتوري                            | 22 ديسمبر 2010 | 1      | 1:23  | ريو دي جانيرو، البرازيل               |                                                                |
| فاز     | 8–2   | برونو أزيفيدو              | إخضاع (خنق خلفي عاري)                | شوتو البرازيل 18                                     | 17 سبتمبر 2010 | 1      | غ/م   | برازيليا، البرازيل                    |                                                                |
| خسر     | 7–2   | خوسيه فورميغا              | قرار القضاة (بالإجماع)               | شوتو البرازيل 16                                     | 12 يونيو 2010  | 3      | 5:00  | ريو دي جانيرو، البرازيل               |                                                                |
| فاز     | 7–1   | رالف ألفيس                 | قرار القضاة (بالانقسام)              | احترس من العرض القتالي 6                             | 12 ديسمبر 2009 | 3      | 5:00  | ريو دي جانيرو، البرازيل               |                                                                |
| فاز     | 6–1   | ماجنو ألفيس                | ضربة قاضية (لكمة)                    | احترس من العرض القتالي 5                             | 27 سبتمبر 2009 | 1      | غ/م   | ريو دي جانيرو، البرازيل               |                                                                |
| فاز     | 5–1   | مايكل ويليام كوستا         | قرار القضاة (بالإجماع)               | شوتو البرازيل 13                                     | 27 أغسطس 2009  | 3      | 5:00  | فورتاليزا، البرازيل                   |                                                                |
| فاز     | 4–1   | برونو مورينو               | ضربة فنية قاضية (إيقاف الطبيب)       | شوتو البرازيل 12                                     | 30 مايو 2009   | 3      | 4:09  | ريو دي جانيرو، البرازيل               |                                                                |
| فاز     | 3–1   | غابرييل وولف               | ضربة فنية قاضية (إيقاف الطبيب)       | شوتو البرازيل 11                                     | 28 فبراير 2009 | 3      | 5:00  | ريو دي جانيرو، البرازيل               |                                                                |
| خسر     | 2–1   | ويليام فيانا               | قرار القضاة (بالانقسام)              | احترس من عرض القتال 2                                | 25 سبتمبر 2008 | 3      | 5:00  | ريو دي جانيرو، البرازيل               |                                                                |
| فاز     | 2–0   | بيترسون مالفورت            | ضربة فنية قاضية (باللكمات)           | قتال روسينها                                         | 2 أغسطس 2008   | 2      | 5:00  | ريو دي جانيرو، البرازيل               |                                                                |
| فاز     | 1–0   | أنطونيو كارلوس             | إخضاع (شريط الذراع)                  | قتال خفيف                                            | 21 يوليو 2007  | 1      | 5:00  | ريو دي جانيرو، البرازيل               |                                                                |

| السجل الاستعراضي |       |         |
| 3 نزال           | 2 فوز | 1 خسارة |
| بالإخضاع         | 1     | 0       |
| بقرار الحكام     | 1     | 1       |

| النتيجة | السجل | الخصم          | الطريقة                | الحدث                                   | التاريخ         | الجولة | الوقت | المكان                              | الملاحظات                    |
| ------- | ----- | -------------- | ---------------------- | --------------------------------------- | --------------- | ------ | ----- | ----------------------------------- | ---------------------------- |
| خسر     | 2–1   | دايو أوجيكوبو  | قرار القضاة (بالإجماع) | المقاتل النهائي: بطولة الأبطال النهائية | نوفمبر 23, 2016 | 2      | 5:00  | لاس فيغاس، نيفادا، الولايات المتحدة | نصف نهائي المقاتل النهائي 24 |
| فاز     | 2–0   | كيا كارا فرانس | قرار القضاة (بالإجماع) | المقاتل النهائي: بطولة الأبطال النهائية | نوفمبر 2, 2016  | 2      | 5:00  | لاس فيغاس، نيفادا، الولايات المتحدة | ربع نهائي المقاتل النهائي 24 |
| فاز     | 1–0   | براندون مورينو | إخضاع (خنق خلفي عاري)  | المقاتل النهائي: بطولة الأبطال النهائية | 31 أغسطس 2016   | 2      | 3:44  | لاس فيغاس، نيفادا، الولايات المتحدة | ثمن نهائي المقاتل النهائي 24 |

*التاريخ المذكور هو تاريخ بث الحلقة. لم يتم إصدار التواريخ الفعلية للقتال بواسطة يو إف سي

## نزالات الدفع مقابل المشاهدة
| #  | الحدث        | القتال           | التاريخ     | المكان            | المدينة                 | المبلغ      |
| -- | ------------ | ---------------- | ----------- | ----------------- | ----------------------- | ----------- |
| 1. | يو إف سي 301 | بانتوجا ضد إرسيغ | 4 مايو 2024 | صالة إتش إس بي سي | ريو دي جانيرو، البرازيل | لم يُكشف عنه |

## وصلات خارجية
- ألكسندر بانتوجا على موقع يو إف سي (الإنجليزية)
- ألكسندر بانتوجا على موقع شيردوغ (الإنجليزية)
- ألكسندر بانتوجا على موقع Tapology.com (الإنجليزية)